# Distrito de Lavaux-Oron
O Distrito de Lavaux-Oron tem como capital Cully, e é um dos dez distritos do cantão de Vaud.

## Imagens

Bandeira do Cantão de Vaud
Armas de Cullyn Capital do distrito
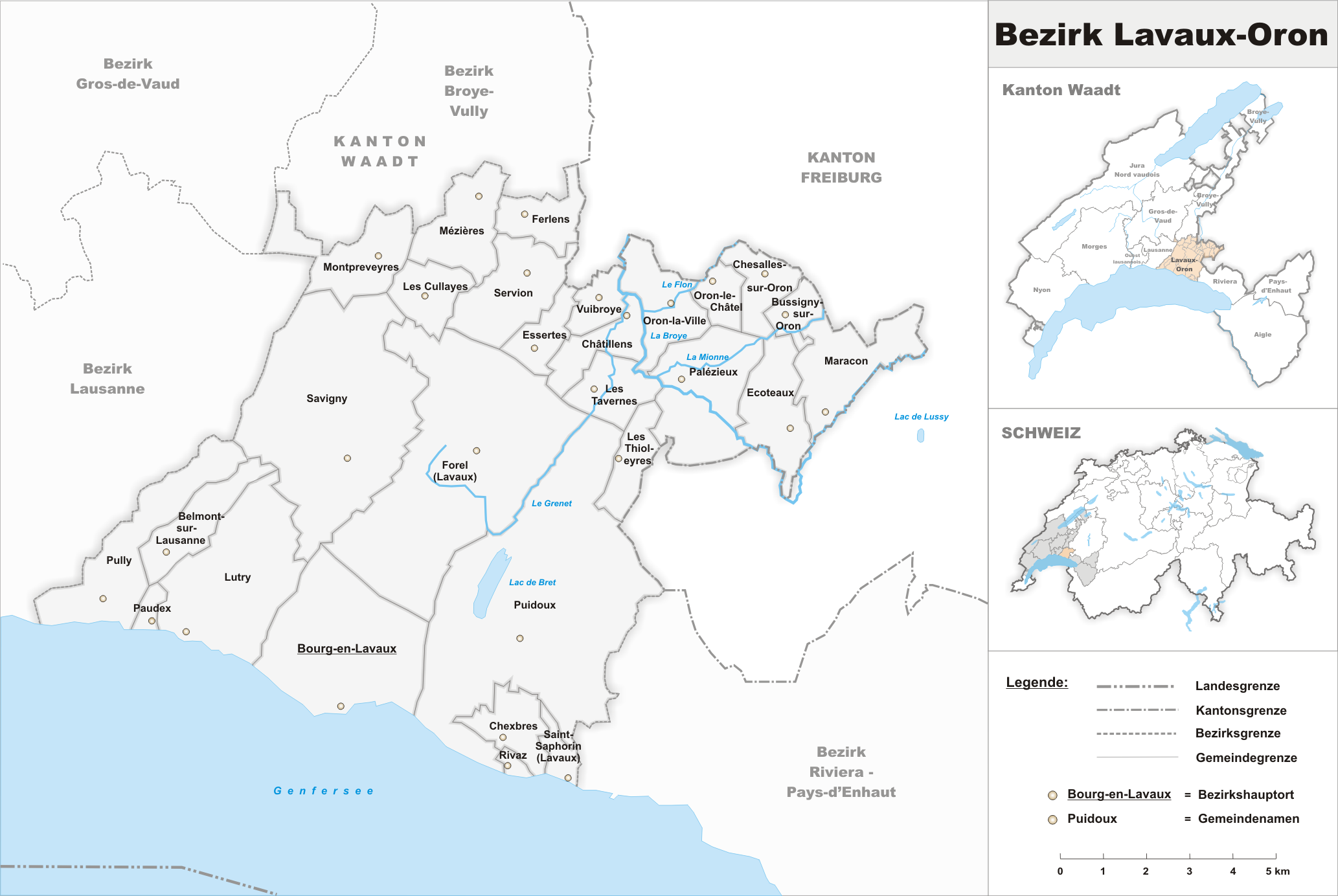
Comunas do distrito  Lavaux-Oron